# تاكدة بنت سعيد
تاكدة بنت سعيد (1242–1340 هـ) معلمة وفقيهة شلحية من سوس في المغرب الأقصى وجَدَّةُ جمع كبير من طلبة العلم وحفظة القرآن فيها. ترجم لها حفيدها العلامة محمد المختار السوسي في كتابه المعسول. قال:
«إذا صدق أهل هذا العصر في قولهم إن مستقبل الأبناء في أيدي الأمهات، فإنهن المدرسة الأولى والغارسات في الأذهان-وهي كما انبثقت-، علو الهمم، والشعور الحي، فإن لهذه السيدة حقا يدا طولى فيما توجهت إليه الأنظار بعض أولادها فنالوا، وتسويها في ذلك السيدة رقية أم العلامة علي بن عبد الله ابن صالح».

## أصلها
تاكدة بنت سعيد بن محمد بن الحسن بن سعيد بن علي بن بلقاسم بن عبد الله بن سعيد، هي جدة علماء كثر من إيلغ، من بينهم الأديب والمجاهد المغربي محمد المختار السوسي، ولدت سنة 1242ه وتوفيت رحمها الله سنة 1340ه. كانت فقيهة ومعلمة وواعظة، بلغ حفظة القرآن الكريم من أحفادها نحو 70 رجلاً، وفي هذا المضمار يقول عنها حفيدها المختار السوسي في كتابه المعسول:
«طال عمرها إلى مائة أيضا؛ کاختيها المتقدمين، فشاهدت من أحفادها واسباطها مايناهز عشرات، بل يناهز المائتين؛ فقد تنبه لذلك ولدها الوالد رحمه الله؛ فشرع يوما يحسب فروعها، فكانوا انذاك قبل 1328ه أكثر من مائة وخمسين؛ ثم لم تمت حتى كانوا أكثر مما ذكرنا؛ وقدراتهم كلهم وراوها، وسمعت من العم إبراهيم أن حفظة القرآن فقط من احفادها نحو 70 رجلا، وأنا أحسبهم الآن أكثر من ذلك، وأما العلماء فاكثر من عشرين، بين علامة ماهر واخر أدون منه، والكل تری تراجمهم، في هذا الكتاب ان شاء الله».

## صفاتها
ذكر في كتاب المعسول أيضا في الجزء الثاني ص55 و56 و57، أنها كانت من البدويات القرويات الرابطات الجأش، التي يؤدین واجبات ربهن، ويقمن بماعليهن لأسرهن، ذات همة نافذة، وعزيمة مسنونة، عرفت بالديانة والصون والعفاف والعض بالنواجذ على أداء فروض الدين في الأوقات الموقوتة، وكان بيتها مفتوحاً لإطعام طلبة العلم والفقراء وعابري السبيل.
كانت فقيهة و واعظة ومعلمة للنساء و البنات؛ حيث عملت على تلقينهن مبادئ الدين و حسن المعاملة مع بيوتهن و أزواجهن و أبنائهن؛ فكانت تشرف على كل صغيرة و كبيرة و تزرع فيهن مبادئ المسؤولية و المثابرة و القوة؛ كونهن المدرسة الأولى و الغارسات في الأذهان.
وحسب حفيدها محمد المختار السوسي، كانت السيدة تاكدة تقوم على الغنم في المرتبع بنفسها؛ وربما وصل غنمها في بعض السنين سبعمائة، والرعاء ستة، ثم تقوم وحدها بكل ذلك حلباً ومخضاً؛ وطبخاً للرعاء؛ وقد كانت تضم إليها في مرتبعها صغار أسرتها لتربيهم.
وكانت رحمة الله عليها في آخر عمرها تدور في كل الديار، وتقابل بالاحترامات لأن لها مع كل دار ممن تقصدهم نسباً ورحماً، فكانت الدعوات الصالحة تطلب منها؛ وقد ظهرت لها دعوات مستجابة.
وقد اعتراها ضعف كثير في أخر حياتها، فكان يغشي عليها بادنی سبب؛ فتسقط بالخبر السار؛ أو بالخير المحزن، وكانت لاتغب زيارة القبور؛ والتصدق على اهلها، على ماعرف من العجائز؛ ولا تفارق الإرشاد لكل من لقيته؛ وتوثر عنها مواعظ وحكم.
كانت وصيتها الوحيدة لحفيدها محمد المختار السوسي أن يدعو لها بعد موتها، فاللهم ارحمها رحمة واسعة وبوئها في أعلى عليين، وبدل سباتها حسنات؛ انك سميع مجيب.